# 念には念/サバイバー
「念には念/サバイバー」（ねんにはねん/サバイバー）は、2015年3月26日にアップフロントワークスから発売されたこぶしファクトリーのDVDシングル。

## 概要・解説
念には念
- 同年2月28日に有明コロシアムで開催された『Berryz工房祭り』にて初披露。
- 同年9月2日にリリースしたメジャーデビューシングル「ドスコイ!ケンキョにダイタン/ラーメン大好き小泉さんの唄/念には念(念入りVer.)」に同楽曲のニュー・バージョン「念には念(念入りVer.)」が収録されている。
- 公式YouTubeチャンネルにミュージック・ビデオはアップロードされていないが、同年4月29日公開の『ハロ!ステ』にて同曲のPromotion Edit.が公開されている[1]。

サバイバー
- 自身が主演を務めた舞台「演劇女子部 ミュージカル『Week End Survivor』」テーマ曲[2]。

## リリース
- リリース日当日より上映された舞台「演劇女子部 ミュージカル『Week End Survivor』」にて会場限定販売されたのち、オープニングアクトとして出演した『モーニング娘。'15コンサートツアー春 ～GRADATION～』各会場及びe-Line UP!・ハロー!プロジェクトオフィシャルショップ各店で販売を実施。

## 収録内容
| #  | タイトル                                                                             | 作詞       | 作曲・編曲 | 時間  |
| -- | ------------------------------------------------------------------------------------ | ---------- | ---------- | ----- |
| 1. | 「念には念」(LIVE MUSIC VIDEO)                                                       | アベショー | アベショー | 3:49  |
| 2. | 「サバイバー」(REC & DANCE SHOT)                                                     | 太田善也   | 和田俊輔   | 3:18  |
| 3. | 「「念には念/サバイバー」オフショット映像」                                          |            |            | 10:01 |
| 4. | 「演劇女子部 ミュージカル「Week End Survivor」パンフレットインタビューダイジェスト」 |            |            | 5:15  |

| #  | タイトル                     | 作詞       | 作曲       | 編曲     | 時間 |
| -- | ---------------------------- | ---------- | ---------- | -------- | ---- |
| 1. | 「念には念」                 | アベショー | アベショー | 鈴木俊介 | 3:40 |
| 2. | 「サバイバー」               | 太田善也   | 和田俊輔   | 和田俊輔 | 3:15 |
| 3. | 「念には念」(Instrumental)   |            | アベショー | 鈴木俊介 | 3:39 |
| 4. | 「サバイバー」(Instrumental) |            | 太田善也   | 太田善也 | 3:19 |

## リリース日一覧
| 地域 | リリース日    | レーベル       | 規格               | カタログ番号 |
| ---- | ------------- | -------------- | ------------------ | ------------ |
| 日本 | 2015年3月26日 | UP-FRONT WORKS | DVD+CD（シングル） | UFBW-1443/4  |

## 参加ミュージシャン
念には念
- プログラミング&ギター&ベース：鈴木俊介
- コーラス：CHINO

サバイバー
- プログラミング：和田俊輔
- ギター：naruromu